# Gold Coast Blaze
Die Gold Coast Blaze waren eine professionelle Basketball-Mannschaft der australasischen National Basketball League (NBL) aus der im australischen Bundesstaat Queensland gelegenen Stadt Gold Coast. Das Team gründete sich 2006 und nahm erstmals an der Saison 2007/08 teil. Nach der Saison 2011/12 löste es sich auf.

## Erfolge
- Playoff-Teilnahmen (3): 2008, 2010, 2012

## Saisonbilanzen
- Meister der NBL
- Vizemeister der NBL

| Saison  | Platz | Spiele | Siege | Niederlagen | Siegquote in % | PlayOffs                       |
| ------- | ----- | ------ | ----- | ----------- | -------------- | ------------------------------ |
| 2007/08 | 8     | 30     | 15    | 15          | 50,0           | im Viertelfinale ausgeschieden |
| 2008/09 | 10    | 30     | 8     | 22          | 26,7           | nicht qualifiziert             |
| 2009/10 | 4     | 28     | 16    | 12          | 57,1           | im Halbfinale ausgeschieden    |
| 2010/11 | 6     | 28     | 13    | 15          | 46,4           | nicht qualifiziert             |
| 2011/12 | 3     | 28     | 17    | 11          | 60,7           | im Halbfinale ausgeschieden    |

## Trainerhistorie
- Brendan Joyce: 2007–2009
- Joey Wright: 2009–2012